# آن ماري ميلر
آن ماري ميلر (بالإنجليزية: Anne Marie Miller)‏ هي مؤلفة أمريكية، ولدت في 19 فبراير 1980 في فورت وورث في الولايات المتحدة.

## وصلات خارجية
- الموقع الرسمي